# Катерица на Дъглас
Катерицата на Дъглас (Tamiasciurus douglasii) е вид бозайник от семейство Катерицови (Sciuridae).

## Разпространение
Видът е разпространен в Канада (Британска Колумбия) и САЩ (Вашингтон, Калифорния, Невада и Орегон).